# Тереховский сельский совет (Черниговский район)
Те́реховский се́льский сове́т (укр. Те́рехівська сільська́ ра́да) — входит в состав Черниговского района Черниговской области Украины.
Административный центр сельского совета находится в селе Тереховка. Почтовый адрес:  15521, Черниговская обл., Черниговский р-н, с. Тереховка, ул. Независимости, 4, тел. 68-93-31.

## История
Село Тереховка основано в первой половине XVII в. (1600 год). Советская власть установлена в декабре 1917 года. В годы Великой Отечественной войны на территории села велись ожесточённые бои и активная партизанская деятельность. Село оккупировано гитлеровцами в сентябре 1941, освобождено в сентябре 1943 года.

## Населённые пункты совета
- с. Тереховка
- с. Малиновка
- с. Стасы
- с. Товстолес